# 鹿寮溪水庫
鹿寮溪水庫，又稱鹿寮水庫，位於台灣台南市白河區，由八掌溪支流頭前溪與鹿寮溪匯流處蓄水而成之水庫。

## 沿革
日治時期，明治製糖株式會社（即台糖公司前身之一）為了擴大製糖產量，於是在鹿寮溪築水庫蓄水，供應附近蔗作及農作物灌溉用水。興建於1937年9月，1939年6月完工。現為南靖糖廠管轄。

## 結構
- 壩型：混凝土心牆均質土壩
- 壩高：30公尺
- 壩長：270.4公尺
- 溢洪道形式：自由溢流堰

## 明治製糖 鹿寮溪貯水池 工事寫真帖
照片攝影者：鹿寮溪水庫初建監工 陳萬來 先生
資料提供：陳萬來 先生之子 陳嘉福 先生
相片掃描整理：謝明憲